# Albrecht VII (książę Meklemburgii)
Albrecht VII (ur. 25 lipca 1486, zm. 7 stycznia 1547) – książę Meklemburgii od 1503 r. wraz z bratem Erykiem II (zm. 1508) i Henrykiem V Zgodnym, książę Meklemburgii-Güstrow od podziału w 1520 r.

## Życiorys
Albrecht był trzecim synem księcia Meklemburgii Magnusa II i Zofii, córki księcia zachodniopomorskiego Eryka II. W 1503 r. po śmierci ojca został wraz ze starszymi braćmi Henrykiem i Erykiem księciem Meklemburgii; żył jeszcze także ich stryj Baltazar. W 1507 r. zmarł Baltazar, w kolejnym roku Eryk. Z pozostałym bratem Henrykiem Albrecht w 1520 r. dokonał podziału Meklemburgii: Albrecht otrzymał część z Güstrow, a Henryk część ze Schwerin. 
Po nieudanej próbie odzyskania tronu duńskiego przez byłego króla Chrystiana II Albrecht próbował zdobyć koronę duńską. W 1535 r. zdobył na pewien czas Kopenhagę. Chrystian III zmusił go jednak w kolejnym roku do kapitulacji i rezygnacji z roszczeń. W 1543 r. z kolei starał się o koronę szwedzką. Daremnie próbował powstrzymać w Meklemburgii postępy reformacji, której sprzyjał jego brat Henryk. 

## Rodzina
Albrecht w 1524 r. poślubił Annę, córkę elektora brandenburskiego Joachima I Nestora. Ze związku tego pochodziło dziesięcioro dzieci:
- Magnus (1524-?)
- Jan Albrecht I (1525-1576), książę Meklemburgii, następca Albrechta
- Ulryk (1528-1603), administrator biskupstwa Schwerin, książę Meklemburgii
- Jerzy (1529-1587)
- Anna (1533-1602), żona pierwszego księcia Kurlandii Gottarda Kettlera
- Ludwik (1535-1535)
- Jan (1536-1536)
- Krzysztof (1537-1592), administrator biskupstwa Ratzeburga
- Zofia (1538-1538)
- Karol I (1540-1610), administrator biskupstwa Ratzeburga, książę Meklemburgii